# Schuyler S. Wheeler
Schuyler Skaans Wheeler (n. 17 mai 1860 - d. 20 aprilie 1923), născut în Statele Unite. A fost inventatorul ventilatorului care a devenit popular în scurt timp în America și apoi în Europa.
Wheeler s-a născut în Massachusetts.
A murit de angină pectorală în locuința lui din Manhattan.
1. 1 2 3  Autoritatea BnF, accesat în 10 octombrie 2015
2. 1 2  Schuyler Wheeler, SNAC, accesat în 9 octombrie 2017
3. ↑  United States passport application[*] Verificați valoarea |titlelink= (ajutor)
4. ↑   https://thejohnscottaward.github.io/jsc/1901-1950.html Lipsește sau este vid: |title= (ajutor)